# 莎普爱思
浙江莎普爱思药业股份有限公司（上交所：603168），简称莎普爱思、莎药，是中国大陆的一家从事制药的上市公司，总部位于浙江省嘉兴的平湖市，前身为1978年成立的地方国营企业平湖制药厂。该公司的主要产品为莎普爱思滴眼液、头孢制剂及中成药，旗下拥有两家全资子公司、一家连锁药房。
“莎普爱思”是英文“Sharp Eyes”的音译，意为“明亮的眼睛”。其商标于2009年3月被国家工商总局认定为“中国驰名商标”。

## 历史
1978年，地方国营平湖制药厂成立，该厂是平湖县工业局主管的全民所有制企业，也是莎普爱思的前身。1993年3月，该厂更名为浙江平湖制药厂。1997年3月，平湖市开始在国有及城镇集体企业中试行股份合作制，平湖制药厂成为首批改制企业。在平湖市工业局、财政局、国资办等政府部门的主导下，该厂将药厂的整体权益全部转给企业职工，成为员工持股的股份合作制企业。改制后，该厂注册资金为201万元人民币。
2000年6月，平湖市相关部门将该厂第二轮改制，员工股本金被全部回购，改由陈德康、任宝华等7位制药厂高层人员和技术骨干出资，改制后，企业更名为浙江平湖莎普爱思制药有限公司，为有限责任公司。公司董事会做出决议，员工股本金全部回购，回购价格按照实际经营业绩计算。当时，身为平湖制药厂的经营管理层成员出资，回购了员工持股，回购价在分红后，每1元出资额按1元平价回购。时任药厂董事长兼厂长的陈德康出资103万元，成为平湖制药厂的最大股东，而该厂也改制为由陈德康等7位管理层及骨干的企业，他在改制后的企业中，持股比例为51.24%。2004年5月，任宝华等5名股东又将所持莎普爱思股权全部转让给浙江马宝狮服饰股份有限公司董事长王泉平，至此药厂已全面实现私有化，公司股东仅剩陈德康、王泉平、胡正国3人。之后该厂又更名为“浙江莎普爱思制药有限公司”。
2008年9月，莎普爱思变更为股份有限公司，开始筹谋上市。2010年，平湖另一企业景兴纸业入股莎普爱思。入股后，陈德康依然持有莎普爱思51.24%股份。同年10月25日，景兴纸业公告，莎普爱思于10月21日向中国证监会浙江监管局报送了首次公开发行A股股票并上市辅导备案登记材料，莎普爱思自10月21日开始进入“上市辅导期”。2011年6月，景兴纸业又公告，证监会已于6月3日受理莎普爱思首次公开发行A股股票的申请。2012年2月8日，证监会公布《莎普爱思招股说明书》，同年3月中止上市审查。2014年7月2日，莎普爱思在上海证券交易所挂牌上市。
莎普爱思药业原总部位于浙江平湖市区东湖边。由于该区域已被政府规划为住宅用地，因此公司于2015年底搬迁至经济开发区。
2020年9月29日，莎普爱思药业公告宣布，拟以现金支付方式收购上海渝协医疗管理有限公司、上海协和医院投资管理有限公司合计持有的泰州市妇女儿童医院有限公司100%股权。此前在同年5月，陈德康不再担任莎普爱思实际控制人，具有“莆田系”背景的林弘立、林弘远兄弟正式入主莎普爱思。

## 业务与产品
根据莎普爱思药业发布的2016年年度报告，该公司主营业务产品分为滴眼液、大输液、头孢克肟及其他中成药四种。

### 滴眼液产品
莎普爱思滴眼液为该公司的核心产品，是苄达赖氨酸（苄达酸和赖氨酸形成的盐）滴眼液的商品名，其宣称可治疗“早期老年性白内障”。该产品于1991年开始与江苏省药物研究所合作研发，同年被列入“八五”科技攻关项目。1992年开始申请临床试验，1994年获得新药临床研究批件，1995年完成II期临床研究，1997年苄达赖氨酸原料药及滴眼液通过中华人民共和国卫生部新药评审中心的评审，取得二类新药证书和生产批件，获批试生产。1998年8月，该药完成III期临床试验方案，同年12月，国家药品监督管理局批准正式生产，同年被评为“国家重点新产品计划”，1999年被列入国家级火炬计划项目。莎普爱思滴眼液上市时，为处方药，当时在医院市场推广该产品。由于去医院就诊的绝大部分是较晚期的患者，医生一般建议以手术方式治疗，因此公司虽然尽力在医院推广，但未达到预期效果，销量不佳。2004年12月，国家药监局批准将莎普爱思滴眼液转换为非处方药，并探索OTC市场的营销模式。
经过营销方式的改变，以及通过各大媒介刊播广告宣传，莎普爱思滴眼液销量呈现爆发式增长。据统计，莎普爱思滴眼液2008年销量仅67万支，销售额仅2150.97万元；2013年猛增至1468万支，2016年销量翻倍，飙升至2800万支，销售额达到4.23亿元。莎普爱思滴眼液每支的成本为约1.45元，在各大渠道销售时，其零售价大多在45-59.8元之间，故拥有较高的毛利率，其毛利率为95%。不过另一企业普华制药生产的同类产品由于缺少市场端推广投入，其滴眼液单价也仅有每支6元以内。另外莎普爱思滴眼液广告投入也逐步增长，2008年时，广告费仅456.15万元，至2017年前三季度时，其费用达到2.24亿元。该产品曾先后邀请文兴宇、谢芳、龚锦堂、黄锦裳、郎平作为形象代言人。

### 其他产品与业务
除生产滴眼液外，莎普爱思药业亦生产大输液、头孢克肟等药品。
莎普爱思近年来也在不断丰富其业务线。2015年，莎普爱思收购吉林强身药业，由此跨足中成药生产业务。同年，莎普爱思在浙江省平湖市购置商业地产，还投资开办线下连锁药店“莎普爱思大药房”，而药店主要集中在平湖。

## 争议

### 莎普爱思滴眼液疗效风波
2017年12月2日，微信公众号“丁香医生”发表《一年卖出7.5亿的洗脑神药，请放过中国老人》的文章。该文章列举中国大陆多位眼科医生说法和文献资料，质疑莎普爱思滴眼液通过广告营销，误导患者，且无法预防和治疗白内障。对此，莎普爱思于翌日发布澄清公告，称莎普爱思滴眼液“对延缓老年性白内障的发展及改善或维持视力有一定的作用，疗效确切；是一种安全的、有效的抗白内障药物，经核查未发生使用莎普爱思滴眼液出现并发症、延误手术治疗等情形”。而莎普爱思官方微信发布的文章里指出，Ⅲ期临床试验结果显示“莎普爱思滴眼液能突破眼睛生理屏障，直达晶状体病灶，发挥预防和治疗白内障的功效。是一种安全的、有效的新型抗白内障新药”，并展示患者的感谢信。同日莎普爱思还表示，莎普爱思滴眼液广告内容符合《中华人民共和国广告法》的相关规定，且已经浙江省食品药品监督管理局批准。浙江省以外发布的广告还在所属广告发布地的省级食品药品监督管理局进行备案。12月5日，浙江省食药监局表示，该局没有监测到有关莎普爱思滴眼液的违法广告，也没有收到国家总局和外省移送浙江省的有关莎普爱思滴眼液的违法广告通报。浙江省食品药品稽查局也未接到莎普爱思滴眼液不合格的报告。然而早在2012年11月，长沙地区发布的莎普爱思滴眼液广告因含有“严重违法”内容，产品被勒令下架，暂停销售。长沙市食品药品监督管理局曾责令发布商品广告的企业立即进行整改。有眼科医生表示，莎普爱思滴眼液在广告里混淆了症状和疾病，以症状代替具体疾病宣传，如在广告的音频和字幕上，提到“模糊滴”、“重影滴”和“黑影滴”等疑似涉及症状的宣传。另外在广告片中，产品对应适应症“早期老年性白内障”的“早期老年性”五个字采用的是竖排、且比“白内障”三个字更小的字体，出现时长仅1秒左右。而广告片中的广告词则一直使用“白内障”，很容易让观众误以为所有白内障都能治疗。除广告外，同济大学附属东方医院眼科主任医师崔红平还对莎普爱思滴眼液的临床试验报告表示质疑。
事发后，莎普爱思12月4日开盘后股价一度跌停，且连续跌停4天。12月6日夜间，国家食品药品监督管理总局发布通知，要求浙江省食品药品监督管理局按照《中华人民共和国药品管理法》及仿制药质量和疗效一致性评价的有关规定，督促莎普爱思药业尽快启动临床有效性试验，并于三年内将评价结果报送国家食品药品监督管理总局药品审评中心。该局还要求，该莎普爱思滴眼液广告应“严格按照说明书适应症中规定的文字表述，不得有超出说明书适应症的文字内容”。12月7日，莎普爱思因“有重要事项未公告”为由宣布停牌，而公司也正在进行内部审查。
12月7日，澎湃新闻曝光称，莎普爱思曾多次向平湖科技局官员行贿，此前已有多名官员因此被判刑。有观点认为，这一疗效风波与腐败问题有关。凤凰网评论称，由于当时的药品审批管理环境过于宽松，造假泛滥，在审批环节存在严重腐败，导致包括莎普爱思滴眼液等大量伪新药、无效药顺利通过审批上市。中共党报《人民日报》评论认为“在利益集团的围猎、糖衣炮弹的围攻中，拒腐防变的防线频频失守，带有劣迹的药品进入流通市场，侵害患者健康权益”。
12月16日，莎普爱思药业发布公告称，已于2016年启动莎普爱思滴眼液的一致性评价工作，且已于12月12日起暂停发布已审批的广告，对已审批的广告进行复审。股票也于12月18日开市起复牌。公告还称，该公司未出现生产停产、销售受限的情况，但莎普爱思滴眼液的销售和生产受到了一定影响，其他产品的生产和销售基本正常。
2018年4月25日，莎普爱思发布2017年年报。根据年报，由于公司于2017年底发生丑闻，导致公司2017年主营收入与净利润同比双双下滑，为七年来首次出现负值。